# Мішевко (Мазовецьке воєводство)
Мішевко (пол. Miszewko) — село в Польщі, у гміні Бодзанув Плоцького повіту Мазовецького воєводства.
Населення — 92 особи (2011).
У 1975—1998 роках село належало до Плоцького воєводства.

## Демографія
Демографічна структура станом на 31 березня 2011 року:
|          | Загалом | Допрацездатний вік | Працездатний вік | Постпрацездатний вік |
| -------- | ------- | ------------------ | ---------------- | -------------------- |
| Чоловіки | 43      | 4                  | 31               | 8                    |
| Жінки    | 49      | 5                  | 30               | 14                   |
| Разом    | 92      | 9                  | 61               | 22                   |